# Forêt de Bouère
La forêt de Bouère était une forêt française située dans le département de la Mayenne. La forêt avait complètement disparu au XIXe siècle, il n'en reste actuellement que quelques petites parties.

## Histoire
Les seigneurs de Laval détiennent vers 1150 la forêt de Bouère :  Guy de Laval évoque mea foresta de Boeria. La forêt de Bouère devait, à l’origine, approcher le château de Bouère. 
En 1215, l'Abbaye d'Étival-en-Charnie détiennent des droits d’usage dans la forêt, en particulier le droit de prendre le bois mort pour le chauffage et le bois vif pour leur travail. 
Au XVe siècle, la configuration de la forêt a diminué : l'aveu de 1444 évoque la forest de Mellay, autrement appelée la forest de Boère. 
Une portion de la forêt de Bouère s'avançait fort loin au nord-ouest, entre les paroisses du Buret et de Villiers. C'était une magnifique futaie que Henri III de La Trémoille abattit en grande partie pour servir aux constructions maritimes. L'abbé Angot, dans son Dictionnaire historique de la Mayenne, rapporte que dans la moitié du XVIIe siècle, à l'autre bout du département, la forêt de Bouère fut vendue à la marine et que « des bûcherons du Lyonnais vinrent s'établir dans les coupes pour exploiter sur place ce qui ne convenait pas aux constructions navales. Ils formaient une population à part, peu sympathique aux habitants du pays. »
Une vaste étendue de terrain se trouva donc ainsi dénudée et propre à être livrée à l'agriculture. Bientôt un certain nombre d'habitants s'y établirent. Charles Belgique Hollande que son père souhaitent aussi voir abjurer, est ramené à Laval et confié aux soins du sieur de Villebourg, chanoine de Saint-Tugal. Il fait son abjuration le 12 octobre 1670. Devenu Catholique, comme son grand-père et prédécesseur qui s’était converti, il a fait construire, en forêt de Bouère, une église dédiée à saint Charles Borromée.
Charles Belgique Hollande de La Trémoille se détermine à créer pour eux une nouvelle paroisse et obtient pour cela des lettres du roi. Le prince fait bâtir à ses frais un presbytère et une église fort simple, dont la première pierre fut posée en son nom par René de La Porte, juge ordinaire de Laval. Elle est consacrée sous le vocable de saint Charles Borromée, patron du fondateur, le jour même de la fête du saint, 4 novembre 1690. Cette église a été reconstruite en 1842. La paroisse de Saint-Charles-la-Forêt est donc créée en 1689 sur les derniers défrichements de la forêt.